# 제임스 맥디비트

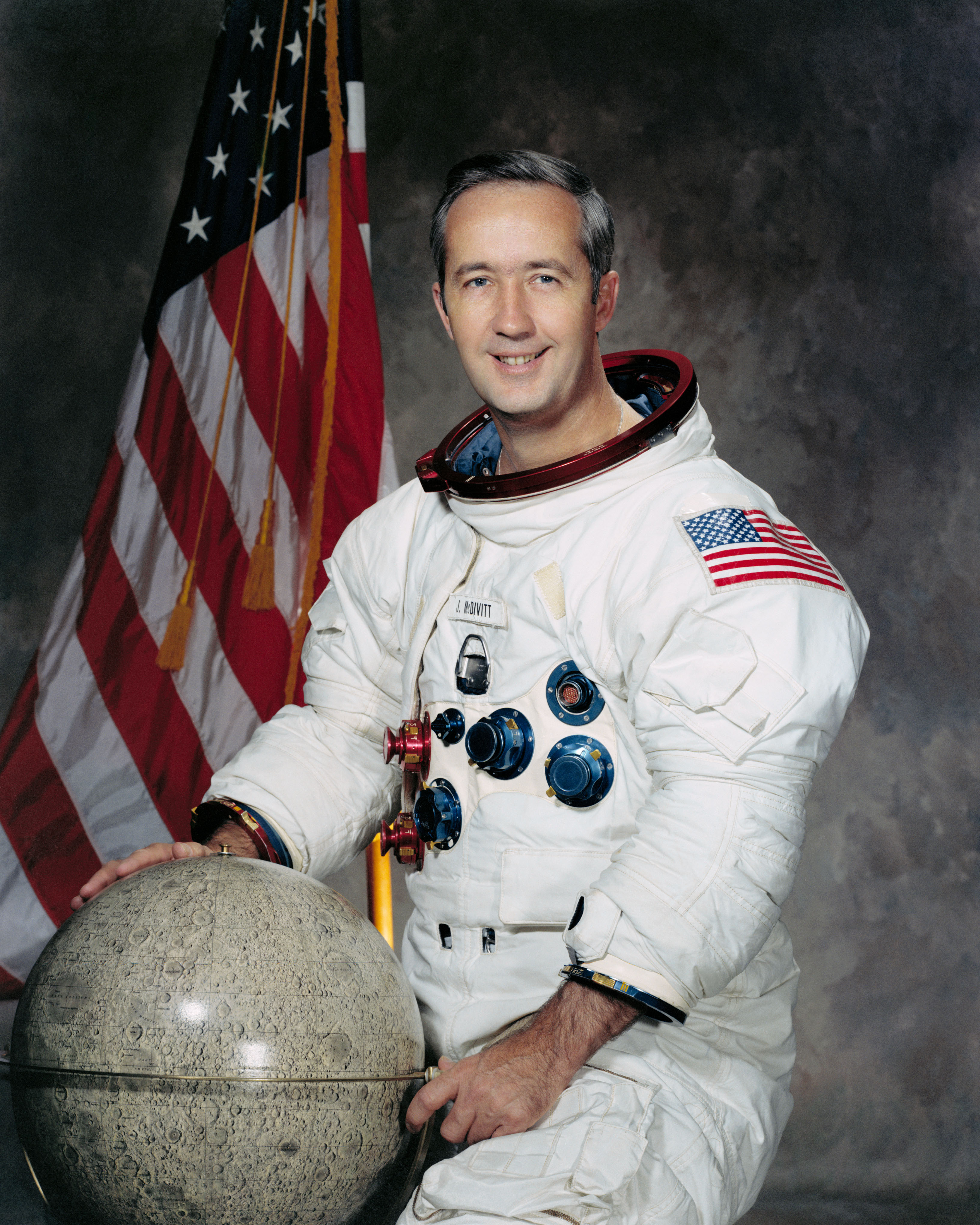
제임스 맥디비트

제임스 앨턴 맥디비트 주니어(James Alton McDivitt Jr., 1929년 6월 10일~2022년 10월 13일)는 미국의 테스트 파일럿, 미국 공군 파일럿, 항공우주공학자, 미국 항공 우주국 우주비행사였다. 일리노이주 시카고에서 태어나 1951년 미국 공군에 입대했고 6.25 전쟁에서 전투 임무를 145회 수행했다. 공군 기술대학원을 통해 1959년 미시간 대학교 항공우주공학을 수석으로 졸업한 후 테스트 파일럿 자격을 취득했다. 1962년 9월 비행 시간이 2,500시간을 넘었는데 그 중 2,000시간 이상은 제트기 비행 시간이었다.
우주비행사가 되면서 제미니 4호에 탑승하여 에드워드 화이트와 같이 처음으로 우주유영을 한 미국인이 됐고 이후 아폴로 9호에도 탑승했다.
2022년 10월 13일 애리조나주 투손에서 사망했다.